# Tập đoàn quân 36 (Liên bang Nga)
Tập đoàn quân binh chủng hợp thành 36 (tiếng Nga: 36-я общевойсковая армия, số hiệu đơn vị quân sự: 05776) là một đơn vị quân sự chiến lược của Lục quân Liên bang Nga, trực thuộc Quân khu Đông. Tập đoàn quân này được thành lập năm 1998 nhưng được kế thừa lịch sử, vinh quang và danh dự quân sự của các đơn vị vùng Ngoại Baikal từng tham gia Chiến tranh Vệ quốc vĩ đại.
Tập đoàn quân 36 được thành lập lần đầu tiên vào ngày 26 tháng 7 năm 1941 trên cơ sở Quân đoàn bộ binh 12 theo Chỉ thị số 76818 ngày 24 tháng 4 năm 1941 của Bộ Tổng tham mưu Hồng quân Liên Xô. Vào tháng 9 năm 1941, đơn vị này được biên chế vào Phương diện quân Ngoại Baikal và trong suốt thời kỳ Chiến tranh Vệ quốc vĩ đại, đơn vị đã bảo vệ biên giới quốc gia của Liên Xô ở Ngoại Baikal khỏi quân phiệt Nhật Bản. Đến cuối năm 1941, trong số bốn sư đoàn trực thuộc tập đoàn quân, chỉ còn lại Sư đoàn bộ binh 94; ba sư đoàn còn lại được chuyển đến mặt trận Liên Xô-Đức. Năm 1948, Tập đoàn quân 36 bị giải phiên hiệu.
Năm 1968, do tình hình biên giới Xô-Trung xấu đi, Quân đoàn 86 được thành lập. Năm 1978, trên cơ sở Quân đoàn 86, Tập đoàn quân 36 được tái lập và thuộc biên chế của Quân khu Ngoại Baikal. Năm 1989, Tập đoàn quân 36 được tái biên thành Quân đoàn 55.
Tháng 3 năm 1998, Tập đoàn quân 36 được tái lập trên cơ sở Quân đoàn 55. Trong số các đội hình và đơn vị quân đội hiện có, hai đơn vị Lữ đoàn bộ binh ô tô độc lập 37 và Lữ đoàn xe tăng độc lập 5 là những đơn vị kế thừa truyền thống và mang tên danh dự tương ứng là Sư đoàn xe tăng 5 và 2.
Cơ cấu tổ chức của Tập đoàn quân 36 thời điểm năm 2021:
- Bộ tư lệnh tập đoàn quân (số hiệu: 05776);
- Lữ đoàn bộ binh ô tô Cận vệ 37 "Don Cossack Budapest" (Huân chương Cờ đỏ, Huân chương Sao đỏ (69647);
- Lữ đoàn xe tăng Cận vệ độc lập 5 "Tatsinsky" (Huân chương Cờ Đỏ, Huân chương Suvorov) (46108);
- Lữ đoàn pháo binh số 30 (62048);
- Lữ đoàn tên lửa 103 (Huân chương Cờ Đỏ, Huân chương Kutuzov, Huân chương Bogdan Khmelnitsky (47130). Được trang bị hệ thống tên lửa đạn đạo Iskander;
- Lữ đoàn tên lửa phòng không Cận vệ 35 (34696). Được trang bị hệ thống tên lửa phòng không  
Buk-M3;
- Lữ đoàn bộ tư lệnh Cận vệ 75 (01229);
- Trung đoàn công binh 147;
- Trung đoàn phòng thủ hóa học, sinh học và bức xạ 26 (62563);
- Tiểu đoàn sửa chữa và phục hồi độc lập 78;
- Bộ tư lệnh phòng không 792;
- Trung tâm chỉ huy và tình báo 729;
- Đại đội đặc nhiệm 30.

Tư lệnh Tập đoàn quân 36 hiện tại là Thiếu tướng Grigory Rostislavovich Tyurin (từ năm 2004), liền trước đó là Thiếu tướng Vitaly Petrovich Gerasimov - người mà Ukraina tuyên bố là đã thiệt mạng khi dẫn quân tấn công tỉnh Kharkiv nhưng sau đó hãng tin BBC xác nhận là ông vẫn sống.
Các đơn vị của Tập đoàn quân 36 đã được phái đến Ukraina chiến đấu và được thấy ở trận Bucha, trận Makariv ở phía Bắc Ukraina và trận Velyka Novosilka ở Đông Ukraina.